# Alvin und die Chipmunks

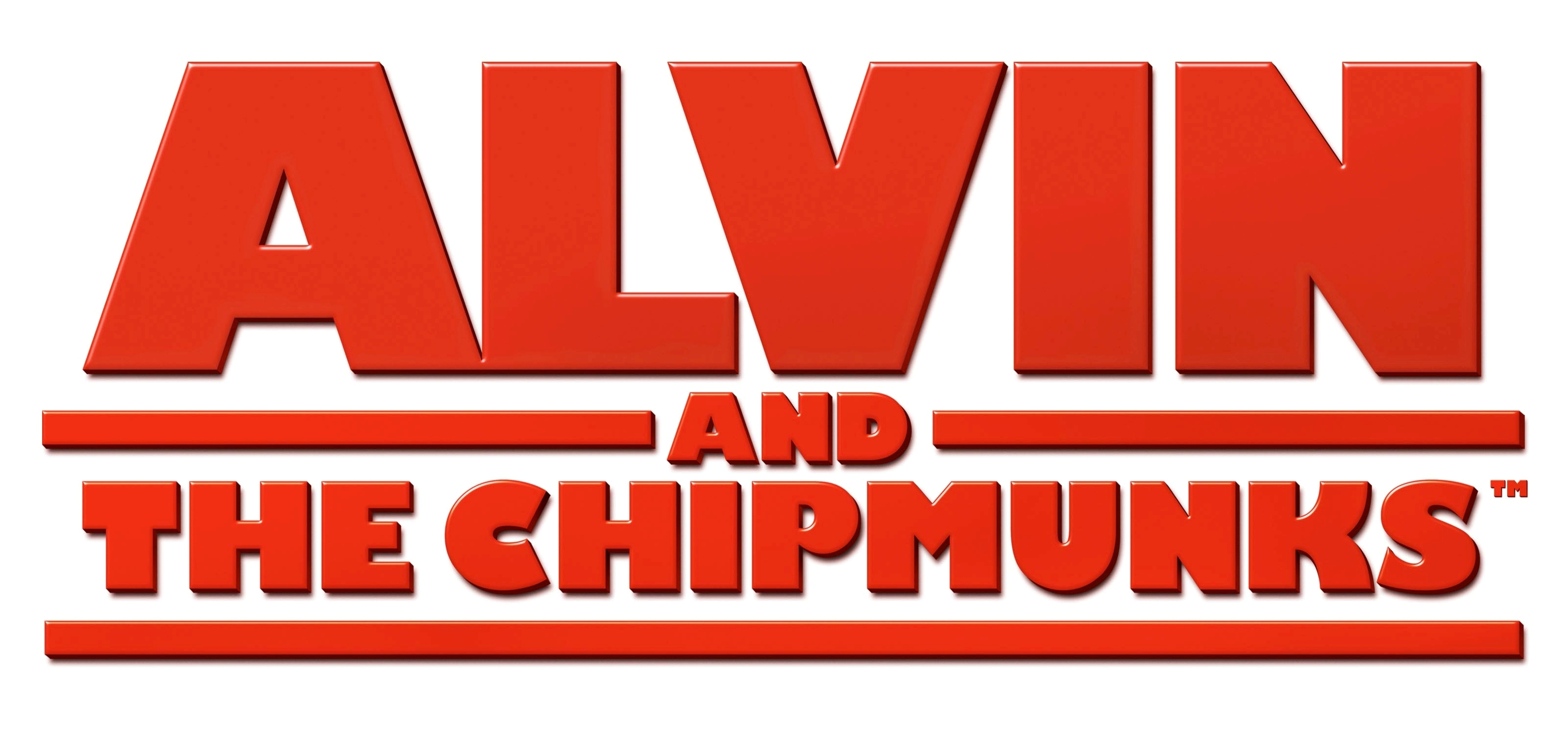

Alvin und die Chipmunks (englisch Alvin and the Chipmunks) ist eine von Ross Bagdasarian erfundene, gezeichnete und animierte Musikgruppe. Die Gruppe besteht aus drei anthropomorphen singenden Streifenhörnchen (engl. Chipmunks) mit den Namen Alvin, Simon und Theodore. Gemanagt werden die drei von ihrem menschlichen Ziehvater David „Dave“ Seville, dargestellt von Bagdasarian. Es gibt von Alvin und die Chipmunks Serien und Filme.

## Entstehung
Die Musik der Chipmunks wurde zum ersten Mal im Jahr 1958 unter dem Namen David Seville and the Chipmunks veröffentlicht. Zusammen mit ihrem Manager Dave hatten sie mehrere Auftritte in diversen Zeichentrickserien und Filmen. Dies war der Ausgangspunkt für die Chipmunks, die sich von nun an auch als Cartoonfiguren präsentierten.
Die Stimmen der Figuren stammen allesamt von Bagdasarian selbst, der das Playback beschleunigte, um den typischen, hohen Chipmunk-Sound zu erzeugen. Der Chipmunk Song wurde zum Nr.-1-Hit in den USA. Nach dem Tod von Ross Bagdasarian wurden die Stimmen aller zukünftigen Veröffentlichungen von seinem Sohn Ross Bagdasarian Jr. und dessen Frau Janice Karman aufgenommen.
Die Chipmunks selbst wurden nach den Mitarbeitern der Geschäftsleitung des Original-Labels Liberty Records benannt, Alvin Bennett (Präsident), Theodore Keep (Gründer und Besitzer), und Simon Waronker (Chefingenieur).

## Geschichte

### Das Chipmunk-Lied
The Chipmunk Song oder auch Christmas Don't Be Late wurde 1958 veröffentlicht. Innerhalb von sieben Wochen wurden mehr als vier Millionen Tonträger verkauft, und die Karriere des Trios konnte starten. Der Song war vom 27. Dezember 1958 bis zum 19. Januar 1959 Platz 1 in der Billboard Top 100 Chartliste. Sie gewannen mit dem Lied auch drei Grammy-Awards und eine Nominierung zum Record of the Year.

### Imitationen
Während der Vorbereitungen zur Fernsehserie wurde die Chipmunks-Imitation The Nutty Squirrels (Die verrückten Eichhörnchen) veröffentlicht, konnte mit ihrem Gesang aber keinen Erfolg verbuchen.

### The Alvin Show
Die erste Fernsehserie, welche die Chipmunks beinhaltete, hieß The Alvin Show, und war eine von vielen kurzen Zeichentrickserien, welche im Zeitraum von 1961 und 1962 auf CBS ausgestrahlt wurde. Die Sendung war nicht erfolgreich und wurde bereits nach einer Staffel eingestellt.
In Anlehnung an die Alvin Cartoons beinhaltete die Serie die Figuren Clyde Crashcup und seinen Partner Leonardo, welche aber in die späteren Serien nicht mitgenommen wurden. Clyde Crashcup hatte jedoch einen Gastauftritt in einer Episode von Alvin und die Chipmunks.
Die Serie wurde von Format Films für die Bagdasarian Film Corporation produziert. Zunächst wurde die Serie in Schwarz-Weiß ausgestrahlt, dann aber für die späteren Wiederholungen in Farbe neu produziert.

### A Chipmunk Christmas
Nach dem Tod von Ross Bagdasarian im Jahr 1972 kam die Karriere der Chipmunks ins Stocken, bis der Sender NBC Interesse an der Originalshow zeigte, und ein neues Album mit den bisherigen Songs, gesungen von Ross Bagdasarian Jr., veröffentlichte. Der Erfolg dieses Albums und die Wiederausstrahlung der Alvin Show schien Grund genug zu sein, eine neue Serie zu produzieren. Am 14. Dezember 1981 kamen die Chipmunks und David Seville erstmals nach langer Zeit wieder ins Fernsehen. Das Weihnachts-Special A Chipmunk Christmas, produziert von Chuck Jones, wurde ein Riesenerfolg.

### Alvin und die Chipmunks
1983 startete die zweite Zeichentrickserie der Chipmunks, produziert von Ruby-Spears. Der Name wurde mit Alvin and the Chipmunks sehr einfach gewählt, die Handlung war ähnlich der der Alvin Show. Mit dem Ende im Jahr 1991 konnte die Serie acht Staffeln aufweisen.
Bereits in der ersten Staffel präsentierte man den Fans das weibliche Gegenstück zu den Chipmunks, die Chipettes. Brittany, Eleanor und Jeanette waren ebenso wie ihre männlichen Gegenspieler auf eine Gesangskarriere aus und hatten ebenfalls einen menschlichen Begleiter, Miss Miller.
1987, mitten in der fünften Staffel, kam der erste Kinofilm der Chipmunks, The Chipmunk Adventure (Alwin und die Weltenbummler) in die Kinos, Regie führte Janice Karman. Er handelt von einem Wettkampf zwischen den Chipmunks und den Chipettes, welcher sie um die ganze Welt reisen lässt.
Für die sechste Staffel wechselte man zu der Produktionsfirma DiC Entertainment, der Serienname wurde umgeändert in The Chipmunks.
In der achten und finalen Staffel trug die Serie den Titel The Chipmunks Go to the Movies (Die Chipmunks geh'n zum Film). Jede einzelne Episode der Staffel war eine Mischung aus Scherz und Hommage auf berühmte Hollywood-Filme, wie Zurück in die Zukunft oder King Kong.

### Alvinnn!!! und die Chipmunks
Seit 2015 läuft eine computeranimierte Serie, die auf der Original-Serie basiert. Es gibt inzwischen 104 Folgen in 7 Staffeln.

### Weiteres
Universal Pictures erwarb 1996 die Rechte an den Charakteren. Daraus resultierend kam der Film Alvin and the Chipmunks Meet Frankenstein (Alvin und die Chipmunks treffen Frankenstein) 1999 direkt als Videokassette auf den Markt. Der Film war erfolgreich genug für die Quasi-Fortsetzung Alvin and the Chipmunks Meet the Wolfman (Alvin und die Chipmunks treffen den Wolfman!), welche 2000 auf den Markt kam.
Im Jahr 2000 wurde Universal Pictures von Bagdasarian Productions auf Grund eines Vertragsbruches verklagt, auch in der Hoffnung, die Rechte an den Charakteren zurückzuerlangen. Ross Bagdasrian Jr. gewann die Gerichtsverhandlung im Jahre 2002. Wäre der Prozess nicht glücklich verlaufen, wären die Chipmunks noch bis 2006 in den Händen von Universal Pictures geblieben. Bis dahin hätte es keine Veröffentlichungen der Chipmunks jeglicher Art gegeben.
Bagdasarian Productions hat 2006 Thomas Lee, den Erfinder der Parodie Chipmunkz Gangsta Rap verklagt. Der Prozess ist noch nicht abgeschlossen.
Am 14. Dezember 2007 ist unter dem Titel Alvin und die Chipmunks – Der Kinofilm ein Kinofilm mit Schauspielern und computeranimierten Chipmunks von 20th Century Fox in den US-amerikanischen Kinos und am 20. Dezember auch in den deutschen Kinos erschienen. Am 23. Dezember 2009 ist die Fortsetzung, Alvin und die Chipmunks 2 in den amerikanischen und am 24. Dezember 2009 in den deutschen Kinos erschienen. 2011 folgte Alvin und die Chipmunks 3: Chipbruch, 2015 wurde Alvin und die Chipmunks: Road Chip veröffentlicht.
Es gibt eine deutsche Version des Chipmunk-Songs von 1958. Es handelt sich in diesem Fall um drei singende Enten. Die Vinyl-Single erschien bei Electrola unter dem Titel Enten-Song – Mr. Watschel und sein Enten-Trio – Franz Thon und sein Orchester, und die Enten hießen Jacky, Theodor und Erwin. Hinter Mr. Watschel verbirgt sich Hans Blum.
Des Weiteren ist auf einigen in Deutschland hergestellten Single-Schallplatten der Chipmunks von Enten zu lesen.

## Aufnahmetechnik
Die Stimmen der Chipmunks wurden anfangs dadurch erzeugt, dass man die Stimmen mit halber Geschwindigkeit auf ein Tonband aufnahm und das Band mit normaler Geschwindigkeit wieder abspielte. Dadurch klangen die Stimmen doppelt so schnell bzw. eine volle Oktave höher. Heute wird dieser Effekt jedoch digital erzeugt. Der Ausdruck chipmunk voiced hat Eingang in den englischen Sprachgebrauch gefunden und bezeichnet allgemein eine künstlich erzeugte höhere Stimme. Der Name des Hip-Hop-Produktionsstils Chipmunk Soul geht auf diesen Effekt zurück.
Die Technik wurde bereits bei vielen Comedy-Alben diverser Künstler verwendet. The Ying Tong Song von The Goons, Transistor Radio von Benny Hill oder The Laughing Gnome von David Bowie sind einige Beispiele.

## Diskografie

### Alben
| Jahr | Titel                                          | Höchstplatzierung, Gesamtwochen, AuszeichnungChartplatzierungen (Jahr, Titel, Platzierungen, Wochen, Auszeichnungen, Anmerkungen) | Höchstplatzierung, Gesamtwochen, AuszeichnungChartplatzierungen (Jahr, Titel, Platzierungen, Wochen, Auszeichnungen, Anmerkungen) | Höchstplatzierung, Gesamtwochen, AuszeichnungChartplatzierungen (Jahr, Titel, Platzierungen, Wochen, Auszeichnungen, Anmerkungen) | Anmerkungen                 |
| Jahr | Titel                                          | AT | UK | US | Anmerkungen                 |
| ---- | ---------------------------------------------- | --- | --- | --- | --------------------------- |
| 1959 | Let’s All Sing with the Chipmunks              | — | — | US4 (37 Wo.)US |                             |
| 1960 | Sing Again with the Chipmunks                  | — | — | US31 (5 Wo.)US |                             |
| 1962 | Christmas with the Chipmunks, Vol. 1           | — | — | US170 Platin · (5 Wo.)US | Höchstplatzierung erst 2012 |
| 1963 | Christmas with the Chipmunks, Vol. 2           | — | — | US64 (17 Wo.)US | Höchstplatzierung erst 2009 |
| 1964 | The Chipmunks Sing the Beatles Hits            | — | — | US14 (23 Wo.)US |                             |
| 1980 | Chipmunk Punk                                  | — | — | US34 Gold · (26 Wo.)US |                             |
| 1981 | Urban Chipmunk                                 | — | — | US56 Gold · (35 Wo.)US |                             |
| 1982 | Chipmunk Rock                                  | — | — | US109 (6 Wo.)US |                             |
| 1982 | A Chipmunk Christmas                           | — | — | US72 Gold · (9 Wo.)US |                             |
| 1992 | Chipmunks in Low Places                        | — | — | US21 Platin · (28 Wo.)US |                             |
| 1994 | A Very Merry Chipmunk                          | — | — | US147 (3 Wo.)US |                             |
| 2007 | Alvin & the Chipmunks O.S.T.                   | — | UK21 Silber · (10 Wo.)UK | US5 Platin · (58 Wo.)US |                             |
| 2008 | Undeniable                                     | — | — | US78 (14 Wo.)US |                             |
| 2009 | Alvin and the Chipmunks: The Squeakquel O.S.T. | AT75 (1 Wo.)AT | UK6 Gold · (17 Wo.)UK | US6 Gold · (33 Wo.)US |                             |
| 2011 | Alvin und die Chipmunks: Chipbruch O.S.T.      | — | UK63 (4 Wo.)UK | US36 (12 Wo.)US |                             |
| 2012 | Chipmunks Christmas                            | — | — | US111 (9 Wo.)US |                             |

grau schraffiert: keine Chartdaten aus diesem Jahr verfügbar
Weitere Alben
- 1961: Around the World with the Chipmunks
- 1961: The Alvin Show
- 1962: The Chipmunks Songbook
- 1965: The Chipmunks a Go-Go
- 1965: The Chipmunks Sing with Children
- 1965: Supercalifragelisticexpialidocious
- 1968: The Chipmunks See Doctor Dolittle
- 1969: The Chipmunks Go to the Movies
- 1982: 20 All Time Golden Greats
- 1982: Chipmunks en Español
- 1984: Alvin and the Chipmunks
- 1987: The Chipmunk Adventure
- 1990: Rockin’ Through the Decades
- 1991: Rock the House
- 1992: Greatest Hits
- 1993: Alvin’s Christmas Carol
- 1993: Sing-Alongs
- 1994: Here’s Looking at Me!
- 1995: Alvin’s Daydreams
- 1995: Chipmunk Celebration
- 1995: Easter Chipmunk
- 1995: When You Wish upon a Chipmunk
- 1995: Very Best of Chipmunks
- 1996: Club Chipmunk: The Dance Mixes
- 1996: Christmas with 2
- 1998: The A-Files: Alien Songs
- 1999: Alvin & the Chipmunks Greatest Hits: Still Squeaky After All These Years
- 2003: Merry Christmas from the Chipmunks
- 2004: Little Alvin and the Mini-Munks
- 2010: Alvin and the Chipmunks: The chipettes

### Singles
| Jahr | Titel Album                       | Höchstplatzierung, Gesamtwochen, AuszeichnungChartplatzierungen (Jahr, Titel, Album, Platzierungen, Wochen, Auszeichnungen, Anmerkungen) | Höchstplatzierung, Gesamtwochen, AuszeichnungChartplatzierungen (Jahr, Titel, Album, Platzierungen, Wochen, Auszeichnungen, Anmerkungen) | Anmerkungen         |
| Jahr | Titel Album                       | UK | US | Anmerkungen         |
| ---- | --------------------------------- | --- | --- | ------------------- |
| 1958 | The Chipmunk Song –               | — | US1 (13 Wo.)US |                     |
| 1959 | Alvin’s Harmonica –               | — | US3 (15 Wo.)US |                     |
| 1959 | Ragtime Cowboy Joe –              | — | US16 (9 Wo.)US |                     |
| 1960 | Alvin’s Orchestra –               | — | US33 (5 Wo.)US |                     |
| 1960 | Alvin for President –             | — | US95 (2 Wo.)US |                     |
| 1960 | Rudolph, the Red-Nosed Reindeer – | — | US21 (8 Wo.)US |                     |
| 1962 | The Alvin Twist –                 | — | US40 (8 Wo.)US |                     |
| 1992 | Achy Breaky Heart –               | UK53 (3 Wo.)UK | — |                     |
| 2008 | Witch Doctor –                    | — | US62 (3 Wo.)US | feat. Chris Classic |
| 2008 | Bad Day –                         | — | US67 (2 Wo.)US |                     |
| 2008 | Funkytown –                       | — | US86 (2 Wo.)US |                     |

Weitere Singles
- 1958: Enten-Song
- 1960: America the Beautiful
- 1963: Alvin’s All Star Chipmunk Band
- 1963: Eefin’ Alvin
- 1963: The Night Before Christmas
- 1964: All My Lovin’
- 1965: Do-re-mi
- 1965: I’m Henry VIII
- 1968: If I Could Talk to the Animals
- 1968: Chitty Chitty Bang Bang

## Auszeichnungen und Nominierungen
- 1959: Drei Grammy Awards für das "Best Album for Children", "Best Comedy Performance", und "Best Engineered Record"
- 1960: Ein Grammy Award für Best Engineered Record
- 1961: Ein Grammy Award für Best Album for Children
- 1962: Nominiert für den Grammy Award in der Kategorie Best Engineered Record
- 1963: Nominiert für den Grammy Award in der Kategorie Best Engineered Record und Best Album for Children
- 1966: Nominiert für den Grammy Award in der Kategorie Best Engineered Record und Best Album for Children
- 1985: Nominiert für den Emmy Award in der Kategorie Outstanding Animated Program (Daytime)
- 1987: Nominiert für den Young Artist Award in der Kategorie Exceptional Family Animation Series or Specials
- 1987: Nominiert für den Emmy Award in der Kategorie Outstanding Animated Program (Daytime)
- 1988: Nominiert für den Emmy Award in der Kategorie Outstanding Animated Program (Daytime)
- 1988: Nominiert für den Young Artist Award in der Kategorie Best Motion Picture – Animation
- 2000: Einen Golden Reel Award für Best Sound Editing – Direct to Video – Sound Editorial
- 2019: Stern auf dem Hollywood Walk of Fame[4]